# 北京鉄道管理伝習所
北京鉄道管理伝習所（ぺきんてつどうかんりでんしゅうしょ、中: 铁路管理传习所、北平铁路管理传习所）は、清朝末期に設立された学校で、北京交通大学の前身である。 

## 解説
1906年（光緒32年）に大清国郵伝部司員の曽鯤化は10カ月以上の調査を経て、「鉄道管理学校の設立に関する郵伝部への建議書」を起草して鉄道事業に取り組み、そのために鉄道管理学校を創設して鉄道管理のための人材を育成することを建議した。 同年、郵伝部尚書の徐世昌はこれを承認し、北京府右街に「鉄道管理伝習所」を設立した。
1909年（宣統元年）に正式に運営が始まった。当初は上級クラスと簡易クラスの2つのレベルに分かれていた。上級クラスにはフランス語 1 クラスと英語 2 クラス、簡易クラスには英語 3 クラスとドイツ語 1 クラスがあった。簡易クラスは1910年（宣統2年）、上級クラスは1912年（民国元年）に卒業した。
1910年（宣統2年）に「交通伝習所」と改名された。